# غريغ ووكر (مجدف)
غريغ ووكر (بالإنجليزية: Gregory Walker)‏ هو مجدف أمريكي، ولد في 18 فبراير 1964 في ماونت كليمنس في الولايات المتحدة.

## وصلات خارجية
- غريغوري ووكر على موقع الاتحاد الدولي للتجديف (الإنجليزية)
- غريغوري ووكر على موقع أوليمبيديا (الإنجليزية)